# Puente Comuneros I
El Puente Comuneros I es un puente ubicado en la ciudad de Huancayo, Perú. Cruza el río Mantaro uniendo el distrito de Chilca, de la provincia de Huancayo, con el distrito de Huamancaca en la provincia de Chupaca, departamento de Junín. Es actualmente considerado el puente más largo del departamento de Junín con 480 metros de longitud. Su estructura está sostenida a través de dos pilones o torres gemelas de 53 metros de altura.
Su construcción se inició en el año 2011 y fue terminado e inaugurado en el año 2019 por el gobernador regional de Junín Fernando Orihuela Rojas. El costo total del proyecto fue de 155 millones de soles. 